# عباسچین
عباس‌چین وسیله‌ای است برای چیدن بعضی از میوه‌ها که در گذشته روستاییان از آن استفاده می‌کردند. بدین صورت که به عنوان مثال برای چیدن گلابی سر آن را که مانند یک چنگال بود و به چوبی بلند و سبک متصل بود، به سمت گلابی برده و گلابی را وارد چنگالش می‌کردند سپس می‌چرخاندند و بدین صورت گلابی از درخت جدا می‌شد.